# Клейбэг
Клейбэг (англ. claybeg) — шотландский одноручный меч. Название происходит от гэльск. claidheamh beag — «маленький меч», в отличие от клеймора, который был «большим мечом» (claidheamh mòr). От современных ему европейских мечей отличался только крестовиной характерной V-образной формы, такой же, как у клеймора; клинки, вероятно, импортировались. В основном клейбэг использовался в конце XIV и начале XV веков, хотя встречались и более поздние примеры, например изображение на надгробии Дональда Мак-Гилсбига (Donald MacGill'easbuig) из Финнлагана, датированном серединой XVI века. Меч, изображённый на этом надгробии, интересен также тем, что имеет дольчатое навершие, подражающее навершиям мечей викингов. Навершия такого стиля (тип «М» по классификации Оукшотта) можно встретить и на других шотландских надгробных камнях. Иные клейбэги имеют дисковидное навершие, со значительно выступающим концом хвостовика. Клейбэг представлял один из немногих региональных типов мечей того периода, имея чёткие внешние признаки, позволяющие отличить его от других, общеевропейских, типов мечей. В качестве другого примера средневекового меча регионального типа можно привести итальянскую скьявонеску.
В настоящее время известно не менее четырёх сохранившихся шотландских мечей такого типа. Два находятся в Национальном музее Шотландии, один меч, очень похожий на эти два, хранится в собрании Карла Отто Кречмера фон Кинбуша (Carl Otto Kretzschmar von Kienbusch, 1884—1976) в Художественном музее Филадельфии и ещё один — в Глазго, в музее Келвингроув.

## Галерея
- Надгробие Дональда Мак-Гилсбига
- Эфес с дисковидным навершием
- Эфес с навершием в стиле каролингского меча
- Меч из музея Келвингроув
- Клеймо «пассауский волчок» меча из Келвингроув